# Jan Wyżycki
Jan Wyżycki herbu Gierałt – chorąży kijowski w latach 1689-1713, porucznik husarii.
Jako poseł na sejm elekcyjny 1697 roku i deputat z województwa kijowskiego podpisał  pacta conventa Augusta II Mocnego w 1697 roku.